# Canterbury
|  | Per a altres significats, vegeu «Canterbury (desambiguació)». |

Canterbury és una ciutat del sud-est d'Anglaterra, no lluny de Londres, situada a la riba del riu Stour. Administrativment pertany al comtat de Kent. És famosa per la seva bella catedral. És el principal centre religiós del Regne Unit, per ser la seu de l'arquebisbe de Canterbury, líder espiritual de l'Església Anglicana (és, per tant, el segon capdavanter cristià més important d'Europa, després del Papa de Roma).
Poblada des de temps prehistòrics, Canterbury ja va ser un centre administratiu romà. Amb l'acabament de la dominació llatina, la ciutat va ser envaïda pels juts que van assentar allí el Regne de Kent. El 597, el missioner Agustí va desembarcar en Canterbury amb l'objectiu d'iniciar la conversió dels anglo-saxons. Des d'aleshores, la ciutat ha estat un centre de la religió cristiana, convertint-se ràpidament en la seu de l'arquebisbe prevalgut d'Anglaterra. Va ser un important centre de pelegrinatge durant l'edat mitjana, i es va fer cèlebre en l'obra Els contes de Canterbury de Geoffrey Chaucer.
A Canterbury hi ha la Universitat de Kent.

## El nom
El nom de la ciutat deriva del nom que tenia un assentament romà Durovernum Cantiacorum que en llatí vol dir «la Durovernum de Kent», que ocupava el lloc un poblat anterior anomenat probablement *Durou̯ernon («la fortalesa d'Alder Grove», encara que aquest antic nom també podria estar derivat d'un altre nom del riu Stour. Entre les variants medievals del nom romà està: Dorobernia i Dorovernia. Anteriorment a l'arribada dels romans, en l'idioma gal·lès era coneguda amb el nom Cair Ceint («Fortalesa de Kent»). Amb l'ocupació dels juts va començar a dir-se Cantwareburh, que va evolucionar fins a Canterbury.

## Història
Antiguitat
L'àrea de Canterbury ha estat habitada des te temps prehistòrics, prova d'això són les destrals trobades pertanyents al Paleolític, restes de recipients del Neolític i l'edat del bronze. Canterbury va ser l'assentament principal de la tribu celta anomenada Cantiaci, que va ocupar gairebé la mateixa extensió de l'actual comtat de Kent. Al segle primer de la nostra era, els romans van conquerir aquest poblat i van instal·lar una fortalesa, Durovernum Cantiacorum, i a més la van refer al seu estil, amb un entramat de carrers perpendiculars, un fòrum, un teatre, un temple i uns banys públics. Estava comunicada amb els ports més importants de Kent: Rutupiae (Richborough), Dubrae (Dover) i Lemanae (Lymne). A final del segle iii, per defensar-se dels bàrbars, els romans la van encerclar amb u bancal de terra i van construir una muralla amb set portes, dins la qual hi havia una àrea de 53 hectàrees.

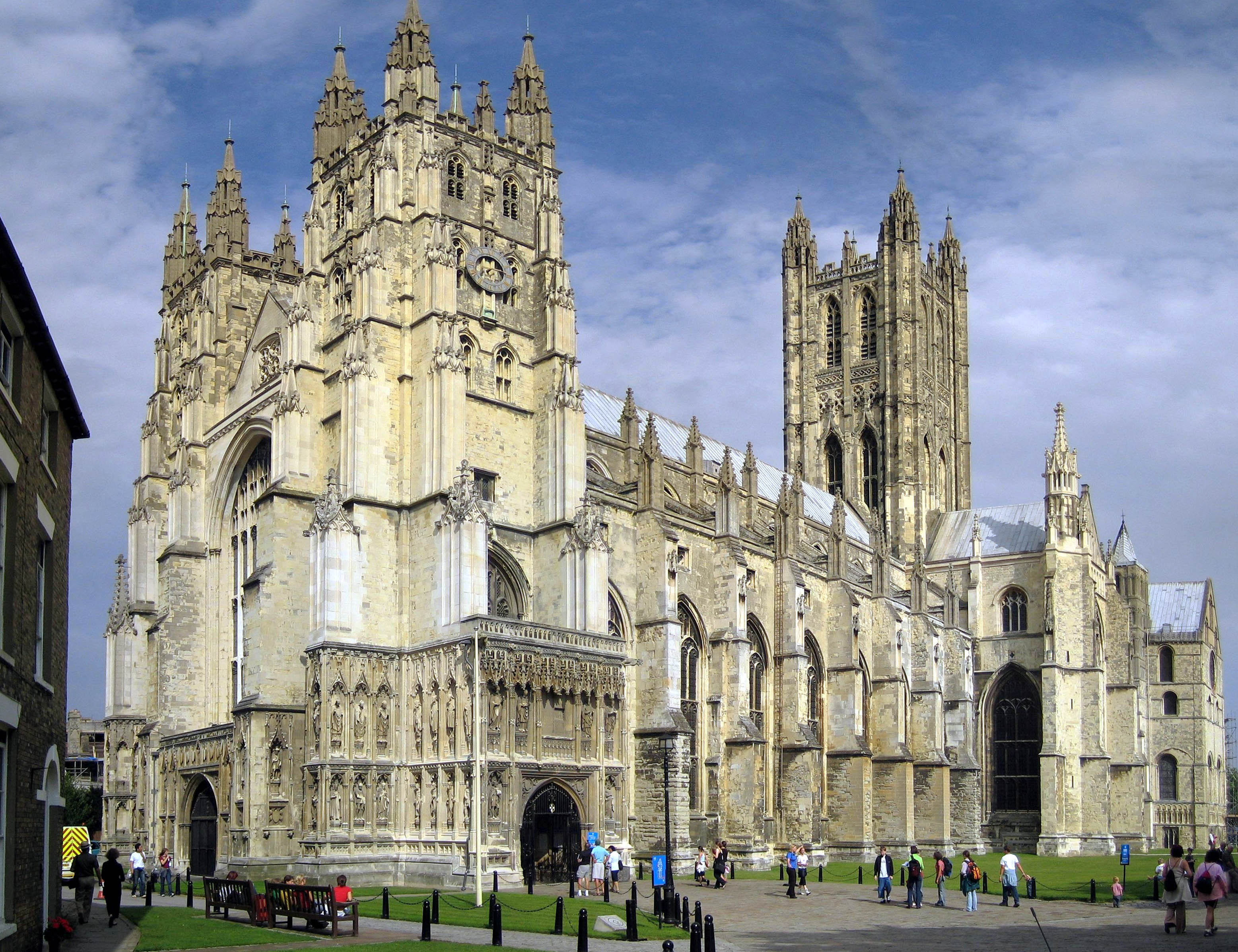
Catedral de Canterbury.

Malgrat ser una de les 28 ciutats romanes de Bretanyas, sembla que quan aquests van marxar, només va quedar per uns pocs pagesos i en poc temps va decaure. Durant els cent anys següents es va instal·lar una petita comunitat de refugiats juts. L'any 597, el papa Gregori el Gran va enviar un monjo anomenat Agustí a convertir al cristianisme el rei Etelbert de Kent. Després el monjo, nomenat bisbe, va fer construir un monestir i una catedral. Aquestes construccions van fer revifar l'economia i van sorgir tallers d'artesania: tèxtil, ceràmica, pell. Vers el 630, s'encunyaven aquí monedes d'or. En el sínode de Hertford del 672, es va donar autoritat a Canterbury sobre tota l'Església d'Anglaterra i va esdevenir un arquebisbat.
Els anys 842 i 851, Canterbury va patir atacs dels danesos. El 978, l'arquebisbe Dunstan va refundar el monestir i el va anomenar Abadia de sant Agustí. El 991 va aver una segona onada d'atacs danesos, el 1011 la catedral va acabar incendiada i l'arquebisbe Alphege va morir l'any següent. Els habitants, coents per aquests records, no van oferir resistència a la invasió de Guillem el Conqueridor del 1066. Guillem va manar la construcció d'un castell de mota, fet de fusta, annex a la muralla romana. A la primeria del segle xii es va refer en pedra.
Després de la mort dins la catedral de l'arquebisbe Thomas Becket l'any 1170, Canterbury va esdevenir una de les ciutats més reconegudes d'Europa, ja que arribaven molts peregrins a visitar la seva tomba. Aquest pelegrinatge va ser una font d'inspiració per Geoffrey Chaucer, que va escriure una col·lecció d'històries titulada Els contes de Canterbury. El castell va ser capturat pel príncep Lluís de França en la seva invasió del 1215, abans que morís el rei Joan sense Terra i els seus aliats passessin a donar suport a Enric III.
Canterbury va tenir sants i homes cultes:
- Sant Agustí de Canterbury
- Sant Anselm de Canterbury
- Sant Thomas Becket
- Sant Melitó de Canterbury
- Sant Teodor de Tars
- Sant Dunstan
- Sint Adrià de Canterbury
- Sant Alphege
- Sant Etelbert de Kent

Segles XIV - XVII
La pesta negra va colpejar Canterbury el 1348. Tenia llavors 10.000 habitants, la desena ciutat més poblada d'Anglaterra, però a començaments del segle xvi havia baixat fins a 3.000 habitants. El 1363, durant la guerra dels cent anys, es va crear una comissió per avaluar l'estat de la muralla: hi mancaven moltes pedres, que s'estaven robant i calia reparar-la perquè fos efectiva. Entre el 1378 i el 1402, es va reconstruir i es van afegir més torres. L'any 1381, durant la revolta camperola de Wat Tyler, el castell i el palau bisbal van ser saquejats i l'arquebisbe Sudbury fou decapitat a Londres. El 1413 Enric IV Henry IV va ser enterrat a la catedral. El 1448 es va concedir una carta de llibertats a la ciutat, des de llavors l'alcalde porta el títol especial de Lord Mayor and Sheriff. El 1504, acabada la torre Bell Harry, per fi es va donar per finalitzada la construcció de la catedral, que en total va durar 400 anys.
Durant la dissolució dels monestirs, el priorat, la comunitat de monges i tres comunitats de frares van tancar. L'abadia de sant Agustí va passar a ser propietat de la corona, només es va conservar l'església, el palau bisbal es va fer servir per altres usos i la resta d'edificis es van desmantellar al en un procés que va durar quinze anys. També es va desmuntar la capella dedicada a Thomas Becket; les imatges dedicades a aquest sant van ser prohibides en tot el regne i es va acabar el pelegrinatge. Tots els objectes d'or, plata i les joies de la catedral es van traslladar a la Torre de Londres.
Al segle xvii la població de Canterbury era de 5.000 habitants, dels quals uns 2.000 eren francòfons, protestants hugonots que havien cercat refugi de les persecucions religioses al seu país i de la guerra als Països Baixos espanyols. Aquests emigrants van introduir la producció de teixits de seda, que pel 1676 havia superat la de la llana en aquesta ciutat.
L'any 1620 Robert Cushman, ciutadà local, va negociar el lloguer del Mayflower, un vaixell per transportar peregrins a Amèrica, amb diners de la comunitat puritana de Leiden.
El 1647, durant la guerra civil anglesa, van esclatar protestes quan l'alcalde, que era membre dels puritans, va prohibir els rituals eclesiàstics propis del dia de Nadal. El judici contra els esvalotadors, que es va fer l'any següent, va contribuir a l'inici de la segona fase de la guerra. Tanmateix, Canterbury es va rendir pacíficament als parlamentaris després de ser derrotats en la batalla de Maidstone.
Del s.XVIII fins a l'actualitat

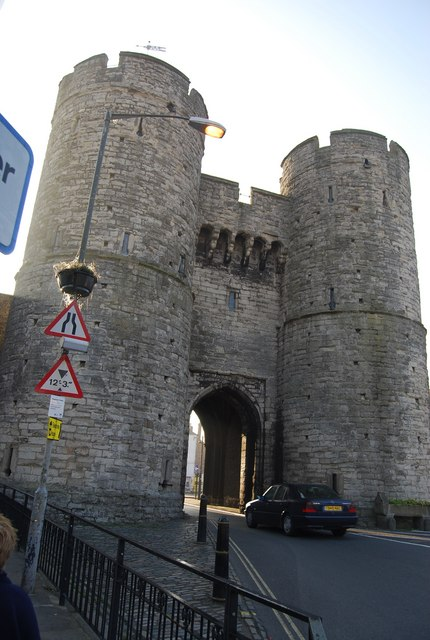
La porta oest, l'única que es va salvar de la remodelació victoriana de la ciutat.

El 1717 es va crear el primer diari local, el Kentish Post, que va quedar absorbida el 1768 pel Kentish Gazette, un altre diari que s'havia fundat feia poc.
Vers el 1770 el castell estava en mal estat de conservació, moltes parts es van demolir al pas del segle xvii i al xix. El 1787 es va enderrocar la muralla excepte la porta oest, les altres portes eren massa estretes per al pas dels nous vehicles. L'any 1808 es va obrir una presó als afores. Vers el 1820 la indústria local de la seda havia quedat sense sortida per la competència de les importacions de l'Índia; la producció local va quedar reduïda al blat i el llúpol. La Canterbury and Whitstable Railway va ser la primera empresa de ferrocarrils per a passatgers de tot el món, i va començar a funcionar el 1830, però va entrar en bancarrota el 1844. La va comprar la companyia South Eastern Railway i el 1846 va connectar la ciutat amb la gran xarxa que ja tenia feta. El 1860 estava enllaçada amb Londres, Chatham i Dover; el ferrocarril en aquestes ciutats estava gestionat per altres empreses que al final es van fusionar per formar la South Eastern and Chatham, el 1899. El 1848, l'antiga abadia es va reutilitzar com a centre educatiu de l'Església d'Anglaterra, per formar els seus missioners destinats a les colònies britàniques. Entre el 1830 i el 1900 la població va augmentar de 15.000 a 24.000 habitants.
Durant la primera guerra mundial es van muntar barracons i hospitals per als soldats. El 1917 un bombarder alemany es va estavellar a prop, a la carretera Broad Oak Road. En la Segona Guerra Mundial van caure 10.445 bombes repartides en 135 atacs aeris, que van destruir 731 llars i 296 edificis d'altre tipus, entre els quals estava el col·legi de missioners i l'escola per a noies Simon Langton, van morir 115 persones. L'atac més devastador va ser el de l'1 de juny del 1942.
La remodelació de la ciutat va començar deu anys després de la guerra. Es va fer una carretera de circumval·lació per alleugerir els problemes de trànsit a l'interior i els carrers del centre es van fer només per a vianants. Però l'expansió més gran es va produir en la dècada del 1960, amb la instal·lació de dos edificis universitaris: la Universitat de Kent i el Christ Church College.

## Geografia

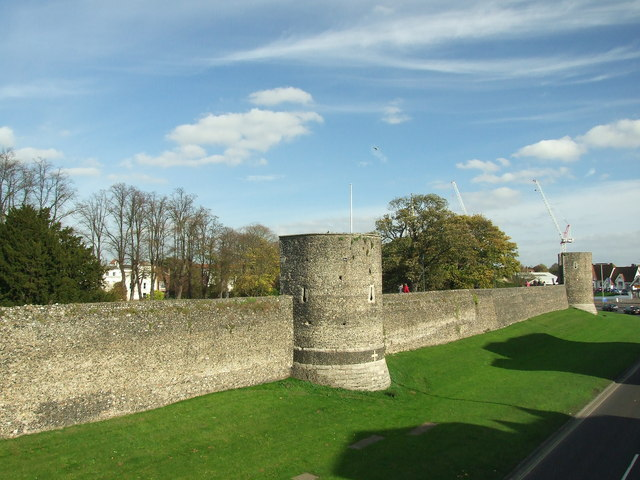
Paisatge alvoltant de la muralla.

Situada a uns 89 km, entre l'est i el sud-est, de Londres. Les ciutats costaneres de Herne Bay i Whitstable estan a 10 km al nord, Faversham a 13 km al nord-oest. Altres poblacions properes són Rough Common, Sturry i Tyler Hill. Canterbury inclou la parròquia civil de Thanington Without, cap al sud-oest. Els barris de la ciutat són: Harbledown, Wincheap i Hales Place.
Canterbury està a la vora del riu Stour, que baixa des del seu naixement a Lenham, al nord-est, i passa per la ciutat camí de Sandwich, on desemboca en les aigües del canal de la Mànega. El riu es divideix en dues branques: l'una pel mig i l'altra al voltant d'on estava l'antiga muralla. Ambdues branques s'uneixen i se separen diverses vegades i s'uneixen definitivament en arribar a Fordwich, en la frontera amb els maresmes del nord-est e la ciutat. Aquest riu, que té rescloses a Fordwich per adaptar-se a diferents tipus de vaixell, accepta la navegació a Canterbury de canoes i barques petites que es poden llogar per esbarjo. La geologia consisteix principalment en els dipòsits superficials arrossegats pel vent característics del sud d'Anglaterra (brickearth) col·locats sobre roques calcàries. També hi ha sorra del terciari, del tipus argila de Londres, que es poden trobar al turons St. Thomas i St. Stephen a una milla al nord-est del centre de la ciutat.

## Administració
Canterbury, a més de ser un municipi, és un districte que té el mateix nom i inclou a més d'aquesta ciutat, Whitstable i Herne Bay. L'àrea urbana es divideix en sis districtes electorals ('wards): Barton, Blean Forest, Northgate, St Stephens, Westgate i Wincheap, els quals tenen quinze representants en el consell municipal.
La ciutat va ser una corporació comtal des del 1461 fins a la llei del 1888 que li va donar l'estatus de county borough. El 1974, en aplicació de la llei de governs locals del 1972, va passar sota sota l'administració del Consell del Comtat de Kent.

## Demografia
Segons els darrers estudis censals, la població de Canterbury és diversa en ètnies i creences religioses, amb una gran majoria d'emigrants.
Des del 1911 la tendència és creixent i en els darrers anys encara més.
| cens del 2001      | Canterbury (ciutat) | districte de Canterbury | Anglaterra |
| ------------------ | ------------------- | ----------------------- | ---------- |
| Població total     | 43.432              | 135,278                 | 49.138.831 |
| d'origen estranger | 11,6%               | 5,1%                    | 9,2%       |
| blancs             | 95%                 | 97%                     | 91%        |
| asiàtics           | 1,8%                | 1,6%                    | 4,6%       |
| negres             | 0,7%                | 0,5%                    | 2,3%       |
| cristians          | 68%                 | 73%                     | 72%        |
| musulmans          | 1,1%                | 0,6%                    | 3,1%       |
| hindús             | 0,8%                | 0,4%                    | 1,1%       |
| sense religió      | 20%                 | 17%                     | 15%        |
| aturats            | 3,0%                | 2,7%                    | 3,3%       |

| Creixement des del 1901                | Creixement des del 1901 | Creixement des del 1901 | Creixement des del 1901 | Creixement des del 1901 | Creixement des del 1901 | Creixement des del 1901 | Creixement des del 1901 | Creixement des del 1901 | Creixement des del 1901 | Creixement des del 1901 | Creixement des del 1901 | Creixement des del 1901 | Creixement des del 1901 | Creixement des del 1901 | Creixement des del 1901 | Creixement des del 1901 | Creixement des del 1901 | Creixement des del 1901 |
| Any                                    | 1901                    | 1911                    | 1921                    | 1931                    | 1939                    | 1951                    | 1961                    | 1971                    | 2001                    |                         |                         |                         |                         |                         |                         |                         |                         |                         |
| -------------------------------------- | ----------------------- | ----------------------- | ----------------------- | ----------------------- | ----------------------- | ----------------------- | ----------------------- | ----------------------- | ----------------------- | ----------------------- | ----------------------- | ----------------------- | ----------------------- | ----------------------- | ----------------------- | ----------------------- | ----------------------- | ----------------------- |
| Població                               | 24.899                  | 24.626                  | 23.737                  | 24.446                  | 26.999                  | 27.795                  | 30.415                  | 33.155                  | 43.432                  |                         |                         |                         |                         |                         |                         |                         |                         |                         |
| Font: A Vision of Britain through Time |                         |                         |                         |                         |                         |                         |                         |                         |                         |                         |                         |                         |                         |                         |                         |                         |                         |                         |

## Economia

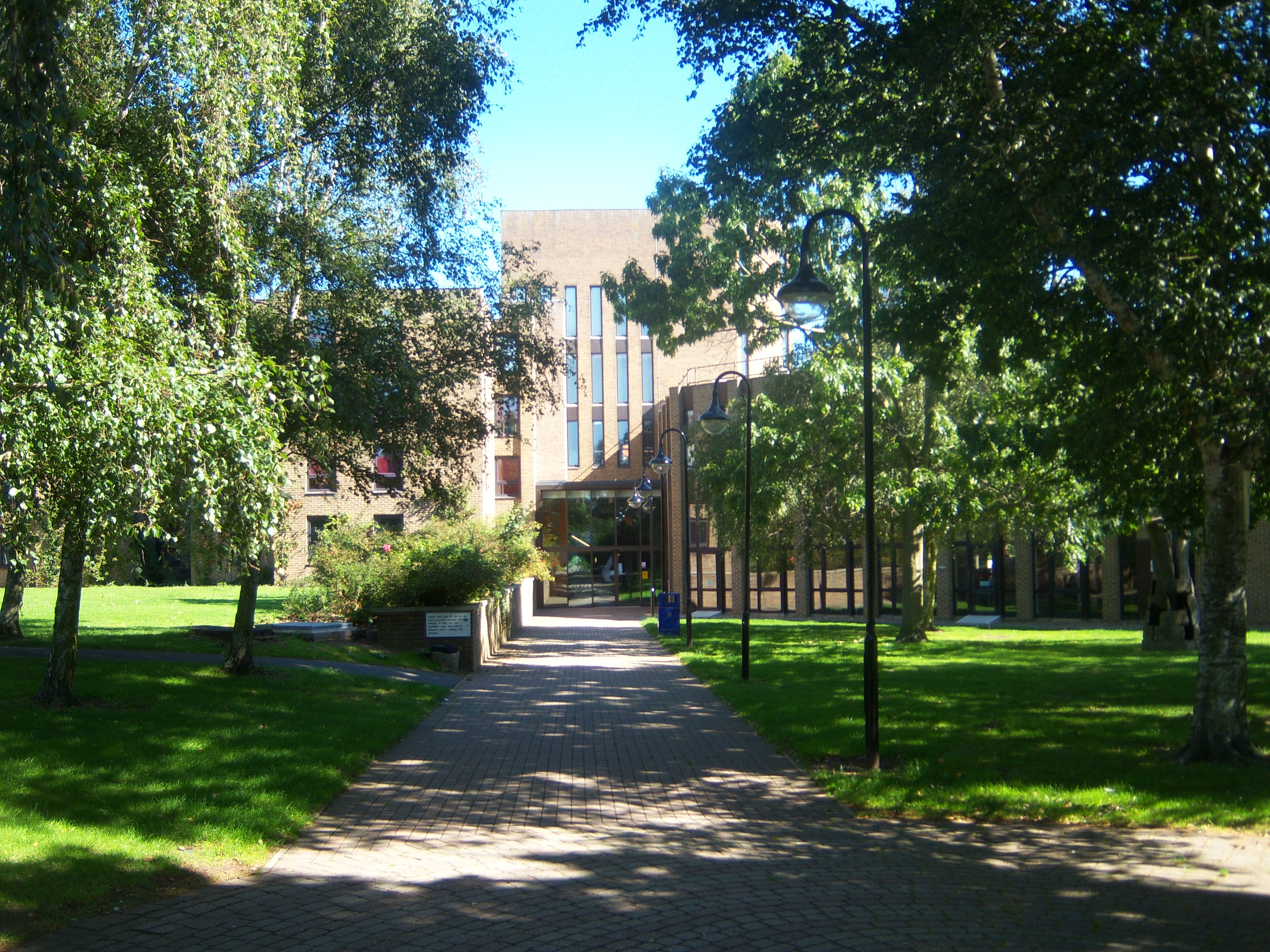
Darwin College, part de la Universitat de Kent.

El districte de Canterbury conté aproximadament uns 4.761 negocis, que donen feina a unes 60.000 persones, algunes a temps parcial. La producció local es calculava, l'any 2001, en £1.3 bilions. Això situa el districte en el segon en importància dins el comtat de Kent. L'atur va caure significativament des del 2001 a causa de l'obertura d'un centre comercial anomenat Whitefriars. L'any 2008, l'arquebisbe Rowan Williams, va fer un discurs controvertit en què argumentava que s'hauria de posar un límit a la pujada dels sous per evitat un augment de la gent rica, cosa que desequilibraria i causaria un recès en l'economia.
L'economia de la ciutat es beneficia d'iniciatives com el Canterbury Enterprise Hub, Lakesview International Business Park i la construcció del centre Whitefriars. El sector de turisme contribueix amb 258 milions de lliures, un milió de visitants arriben atrets per la catedral. El registre d'aturats el setembre del 2011 era de 5,7%.

## Agermanaments
Està agermanada amb les ciutats de:
- Reims (França)
- Vladímir (Rússia)
- Bloomington-Normal) (EUA)
- Estergom (Hongria)
- Saint-Omer (França)
- Wimereux) (França)
- Mölndal (Suècia)
- Bloomington-Normal) (EUA)
- Tournai (Bèlgica)

## Fills il·lustres
- George Job Elvey (1816-1893) compositor i mestre de capella.